# Neelie Kroes
Pour les articles homonymes, voir Kroes.
Neelie Kroes (prononcé en néerlandais : [ne.li.krus]), née le 19 juillet 1941 à Rotterdam, est une femme d'affaires et politique néerlandaise, membre du Parti populaire libéral et démocrate.
Ministre des Transports des Pays-Bas entre 1982 et 1989, elle est plus tard commissaire européenne à la Concurrence dans la commission Barroso I entre 2004 et 2010, puis vice-présidente de la Commission européenne et commissaire européenne à la Société numérique au sein de la commission Barroso II entre 2010 et 2014.
Elle est directrice entre 2000 et 2009 d’une société enregistrée aux Bahamas, dont l’existence n’a jamais été révélée aux autorités bruxelloises[précision nécessaire]. Elle a également été administratrice de Thales et de Volvo. Après avoir quitté la Commission européenne, elle rejoint en 2016 le conseil d'administration de Salesforce en 2016, et est recrutée par la Bank of America. Elle est en 2006 classée comme la 38e femme la plus puissante au monde par le magazine Forbes.

## Biographie
Née à Rotterdam, Neelie Kroes appartient à une riche famille de négociants. Elle a étudié à la prestigieuse École supérieure néerlandaise d’économie (Nederlandse Economische Hogeschool, devenue en 1973 l’université Érasme de Rotterdam) et y a obtenu sa maîtrise en économie avant d’y enseigner la logistique pendant quelques années. Elle a également présidé l’université de Nyenrode, une école de management, de 1991 à 2000.
Elle a épousé en secondes noces Bram Peper, ancien maire travailliste de Rotterdam et ministre de l’Intérieur des Pays-Bas.

### Carrière politique

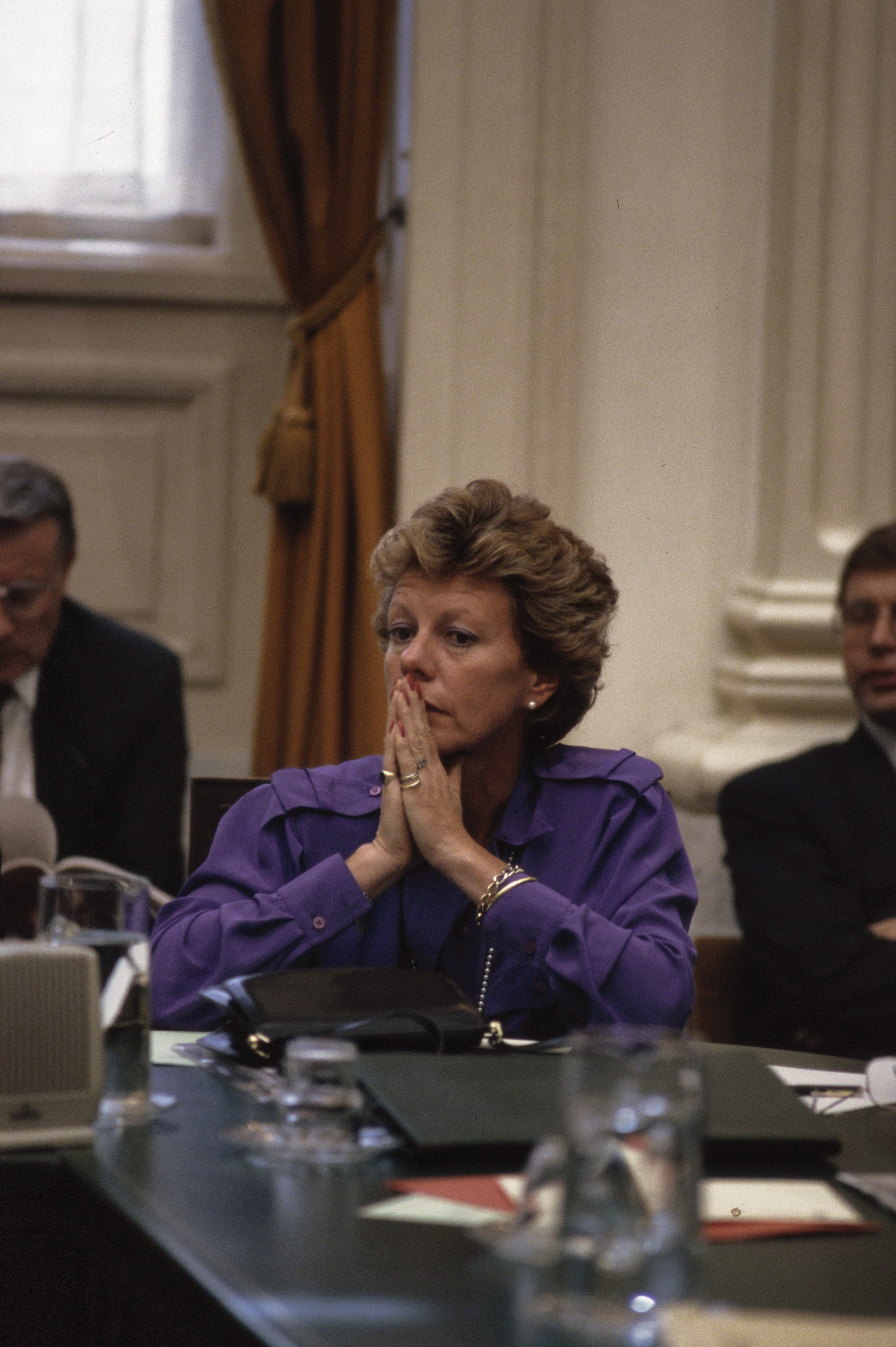
Neelie Kroes à la Chambre des représentants, en 1986.

Neelie Kroes fait partie du Volkspartij voor Vrijheid en Democratie (Parti populaire libéral et démocrate) d’orientation libérale. Elle fut notamment responsable de la privatisation des PTT (postes), portefeuille qui lui valut le surnom de « Nickel Neelie », en référence à la « Iron Lady » (« dame de fer »), Margaret Thatcher.

### Fonctions gouvernementales
- 1977-1981 : secrétaire d’État aux Transports sous Dries van Agt
- 1982-1989 : ministre des Transports sous Ruud Lubbers.

### Fonctions électives
- 1970-1977 : conseillère municipale de Rotterdam
- 1972-1977 : représentante à la Seconde Chambre
- 1981-1982 : représentant à la Seconde Chambre

### Nomination à la Commission européenne

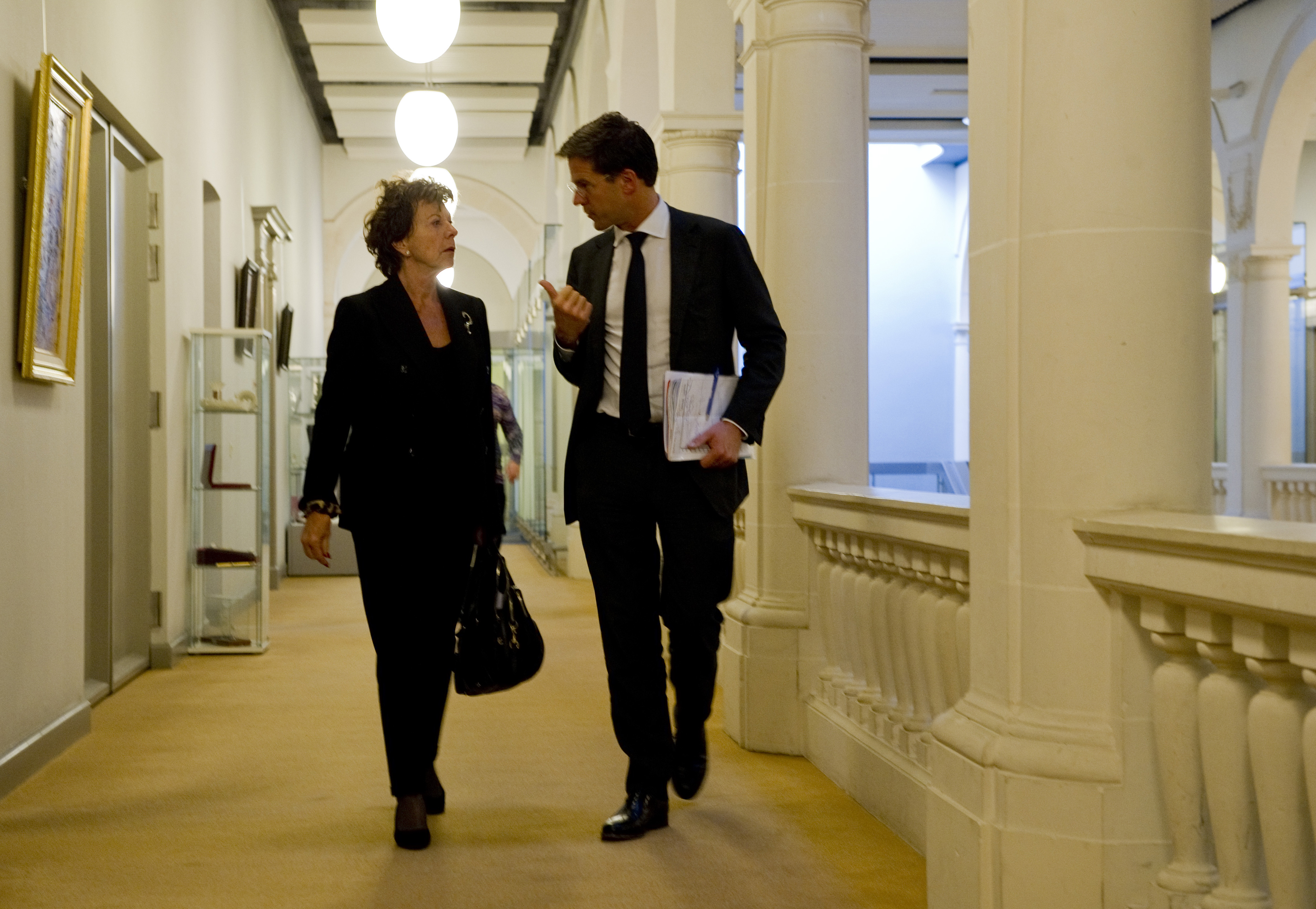
Neelie Kroes et le Premier ministre néerlandais Mark Rutte en 2011.

Sa nomination en 2004 dans l’équipe de José Manuel Durão Barroso fut critiquée par le Parlement européen en raison de nombreux conflits d’intérêts potentiels : elle a détenu un mandat d’administrateur dans 43 grandes entreprises (Thales, Volvo, Lucent Technologies, etc.) et siégé au board de 12 entreprises européennes. Pour cette raison, il est prévu que Neelie Kroes soit dessaisie d’un dossier dès qu’il fait intervenir une entreprise pour laquelle elle a travaillé.
Elle a également été mise en cause aux Pays-Bas pour la gestion de son patrimoine immobilier et des relations d’affaires peu claires avec le promoteur Jan-Dirk Paarlberg (nl), proche d'un groupe mafieux dirigé par Willem Holleeder,,,.
Sa nomination au poste de commissaire européenne à la Société numérique et vice-présidente de la Commission est annoncée le 27 novembre 2009. La communication sur la stratégie numérique est rendue publique le 19 mai 2010.
Neelie Kroes est à la tête du programme Digital Champion, qui rassemble un digital champion par pays membre de l'Union européenne. Ce programme a pour ambition de créer une société européenne numérique.
Après avoir quitté ses fonctions au sein de la Commission européenne en 2014, elle est « réprimandée » par cette dernière en décembre 2016 pour avoir caché qu’elle était, durant son mandat, administratrice d’une société offshore aux Bahamas. Bien qu'il s'agisse d'une violation du « code de conduite » des commissaires, la Commission européenne précise qu'elle ne sera pas punie. Elle est également sanctionnée d’un blâme pour une autre affaire, n'ayant pas déclaré ses revenus 2015 à la Commission, alors qu’elle avait obtenu de toucher l’indemnité dite « transitoire » accordée pendant trois ans aux anciens membres de cette institution.

## Activités dans le secteur privé
Après avoir quitté la Commission européenne, Neelie Kroes confirme le 22 mars 2016 avoir rejoint le conseil d'administration de Salesforce, une entreprise américaine spécialisée dans le cloud computing. Elle est par ailleurs depuis fin 2014 conseillère du gouvernement néerlandais pour la promotion des Pays-Bas auprès des start-ups et de leurs financeurs.
À partir de 2016, elle siège au comité de conseil en politique publique d'Uber. L’ONG Corporate Europe Observatory (CEO), dans un rapport publié en septembre 2019 au sujet du lobbying, indique : « En tant que commissaire au Numérique, Kroes a été une défenseure ardente de l’entreprise Uber, écrivant en avril 2014 qu’elle était “indignée” par la décision d’un tribunal de Bruxelles de bannir Uber de la ville, ajoutant qu’“Uber était 100 % bienvenue à Bruxelles et partout ailleurs” ». À ce titre, elle est citée en juillet 2022 dans l'enquête Uber Files,.
Elle a été administratrice de Thales, Volvo et est en 2016 également salariée de Bank of America.

## Polémiques

### Sortie de la Commission européenne
Ses activités au sein siège du comité de conseil en politique publique d'Uber, ravivent ainsi les critiques de « pantouflage » (vendre au privé une influence acquise dans le public) à la suite de décisions favorables accordées par Mme Kroes. L’ONG Corporate Europe Observatory obtient de la Commission européenne l'assurance que Neelie Kroes n’avait échangé aucun courriel avec Uber, et n’avait rencontré les représentants du groupe qu’une seule fois, mais les Uber Files ont révélé que ces informations rassurantes étaient mensongères, et que Neelie Kroes avait négocié son embauche avant la fin de son mandat, en contravention avec les règles en vigueur,. 
Elle est aussi salariée de la Bank of America Merrill Lynch, ce qui l'a fait citer dans des enquêtes anti-lobbying.

### Bahamas leaks
D'après un document révélé par le journal allemand Süddeutsche Zeitung, Neelie Kroes aurait été administratrice d'une société offshore basée aux Bahamas entre 2000 et 2009. Elle n'avait par ailleurs pas déclaré cette activité alors qu'elle occupait la fonction de commissaire européenne chargée de la Concurrence,.

## Distinctions
- Chevalier de l'ordre du Lion néerlandais